# Joaquín Turina
Joaquín Turina Pérez (9. prosince 1882 Sevilla - 14. ledna 1949 Madrid) byl španělský hudební skladatel.

## Život
Joaquín Turina začal hrát na akordeon ve čtyřech letech a ještě ve škole se učil na klavír, od roku 1894 také harmonii a kontrapunkt u kapelníka místní katedrály Evarista Garcíi Torrese (kolem 1830–1902). Od roku 1897 pravidelně vystupoval jako pianista a dirigent, v Seville prováděl i vlastní skladby.
Od roku 1902 studoval v Madridu u klavíristy Josého Tragy. Setkal se tem se svým krajanem a budoucím přítelem Manuelem de Fallou. V letech 1905 až 1913 žil v Paříži, kde studoval hru na klavír u Moritze Moszkowského a kompozici u Vincenta d'Indyho na Schola Cantorum. Vzdálenost od jeho hudební domoviny Španělska a setkání s Isaacem Albénizem v roce 1907 ho inspirovaly k tomu, aby se více věnoval španělskému folklóru a komponoval ve španělském stylu. Vliv měli i francouzští skladatelé Maurice Ravel a Claude Debussy a jejich hudební impresionismus.
Po ukončení studia kompozice v roce 1913 a na začátku první světové války se Turina vrátil do Španělska. Od roku 1914 žil v Madridu, kde kromě své skladatelské činnosti pracoval jako dirigent, klavírista a hudební kritik. V roce 1931 se stal profesorem skladby na Conservatorio Superior de Música v Madridu. V roce 1939 získal funkci Comisario General de Música, a v této roli založil Španělský národní orchestr (Orquesta Nacional de España).

## Dílo
Kromě klavírní a komorní hudby zahrnuje 104 Turínových opusů velké množství skladeb s klavírním a orchestrálním doprovodem, několik symfonických básní, většinou inspirovaných španělskou kulturou, díla pro klavír a orchestr, opery a dramatickou hudbu. Málo početné, ale zajímavé jsou kompozice pro sólovou kytaru, k nimž mu dal podnět Andrés Segovia. Turina o hudbě také psal a tvořil eseje.